# Paramahamsa Tewari
Paramahamsa Tewari (6 januari 1937) is een Indiase natuurkundige. Hij studeerde in 1958 af in de natuurkunde met als hoofdvak elektrotechniek aan de universiteit van Benares. Hij werkte daarna hoofdzakelijk in leidinggevende functies voor het Indiase departement van nucleaire energie tot aan zijn pensioen in 1997.
Vanaf zijn middelbareschooltijd was Tewari al gefascineerd door de fundamenten van de natuurkunde. Hij ontwierp een nieuwe theorie over de fundamenten van de natuur de zogenaamde Space Vortex Theory. Die houdt in dat de 'lege ruimte' meer fundamenteel is dan energie en materie. Elementaire deeltjes bestaan uit verschillende vormen van draaikolken (en: vortex) in de structuur van de ruimte en lijkt wel wat op de stringtheorie.  Volgens Tewari kan er in principe 'vrije energie' afgetapt worden van het vacuüm. De meeste natuurkundigen hebben, vooral wegens de laatste bewering, bezwaren tegen zijn theorie maar hij heeft ook wel medestanders.

## Boeken
- The Substantial Space and Void Nature of Elementary Material Particles (1977)
- Space Vortices of Energy and Matter (1978)
- The Origin of Electron's Mass, Charge Gravitational and Electromagnetic Fields from "Empty Space" (1982)
- Beyond Matter (1984)
- Spiritual Foundations (1996)
- Universal Principles of Space and Matter (2002)